# Amesiella
Amesiella ist eine Pflanzengattung aus der Tribus Vandeae innerhalb der Familie der Orchideen (Orchidaceae). Von den nur drei Arten sind zwei Arten Endemiten auf Luzon und eine kommt zusätzlich auf der auch zu den Philippinen Insel Mindoro vor.

## Beschreibung

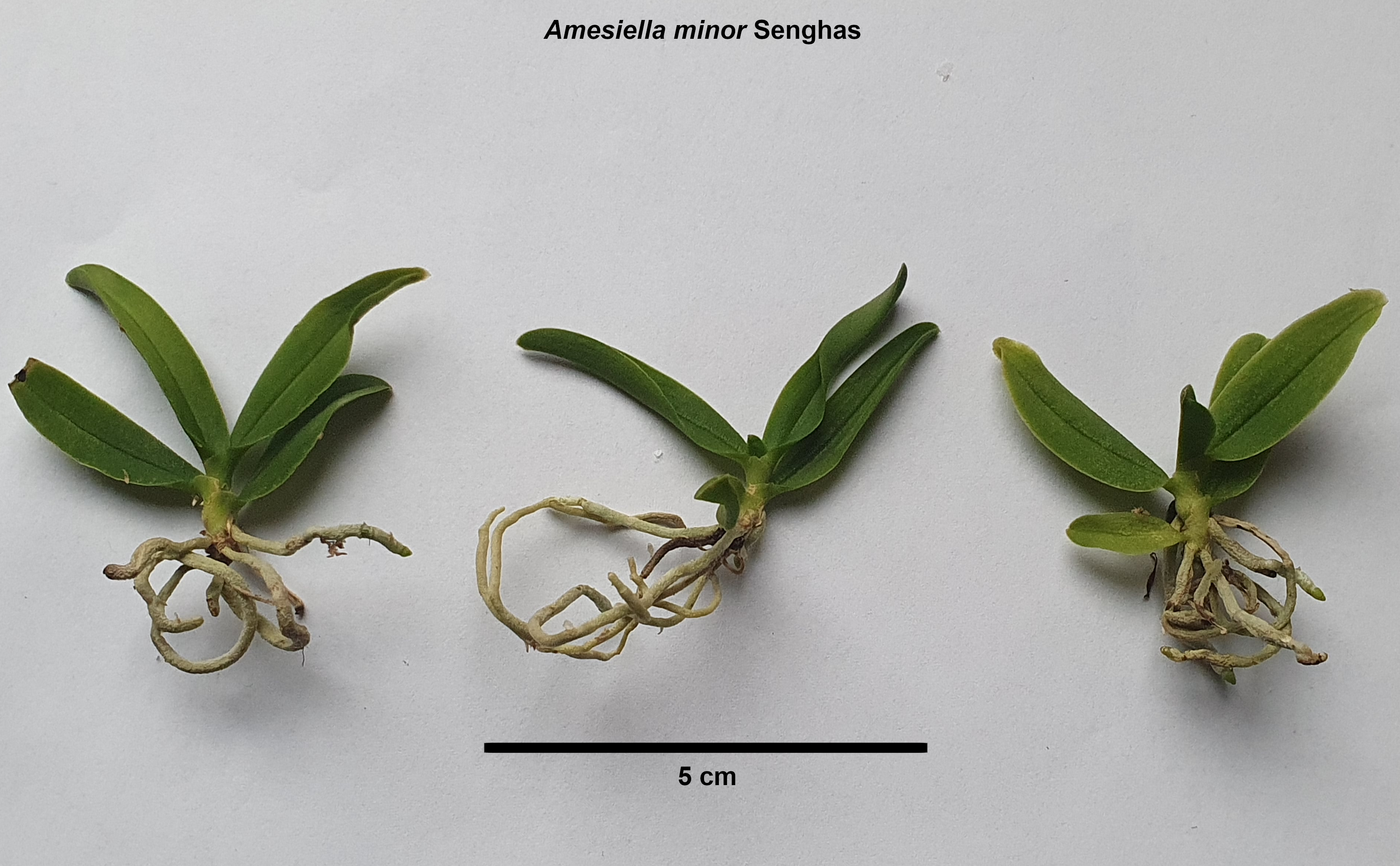
Habitus, Wurzeln und Laubblätter von Amesiella minor

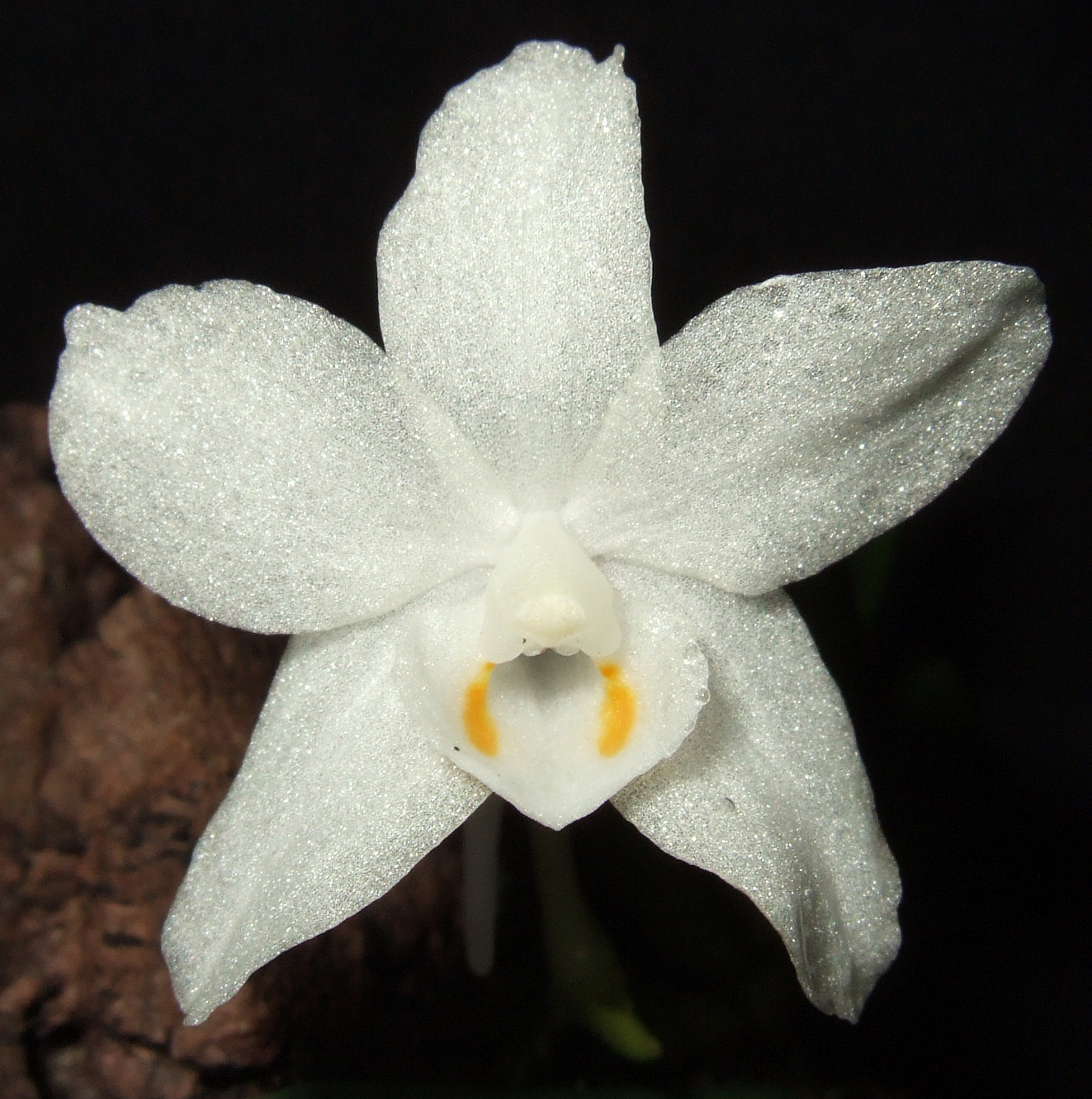
Zygomorphe Blüte von Amesiella minor

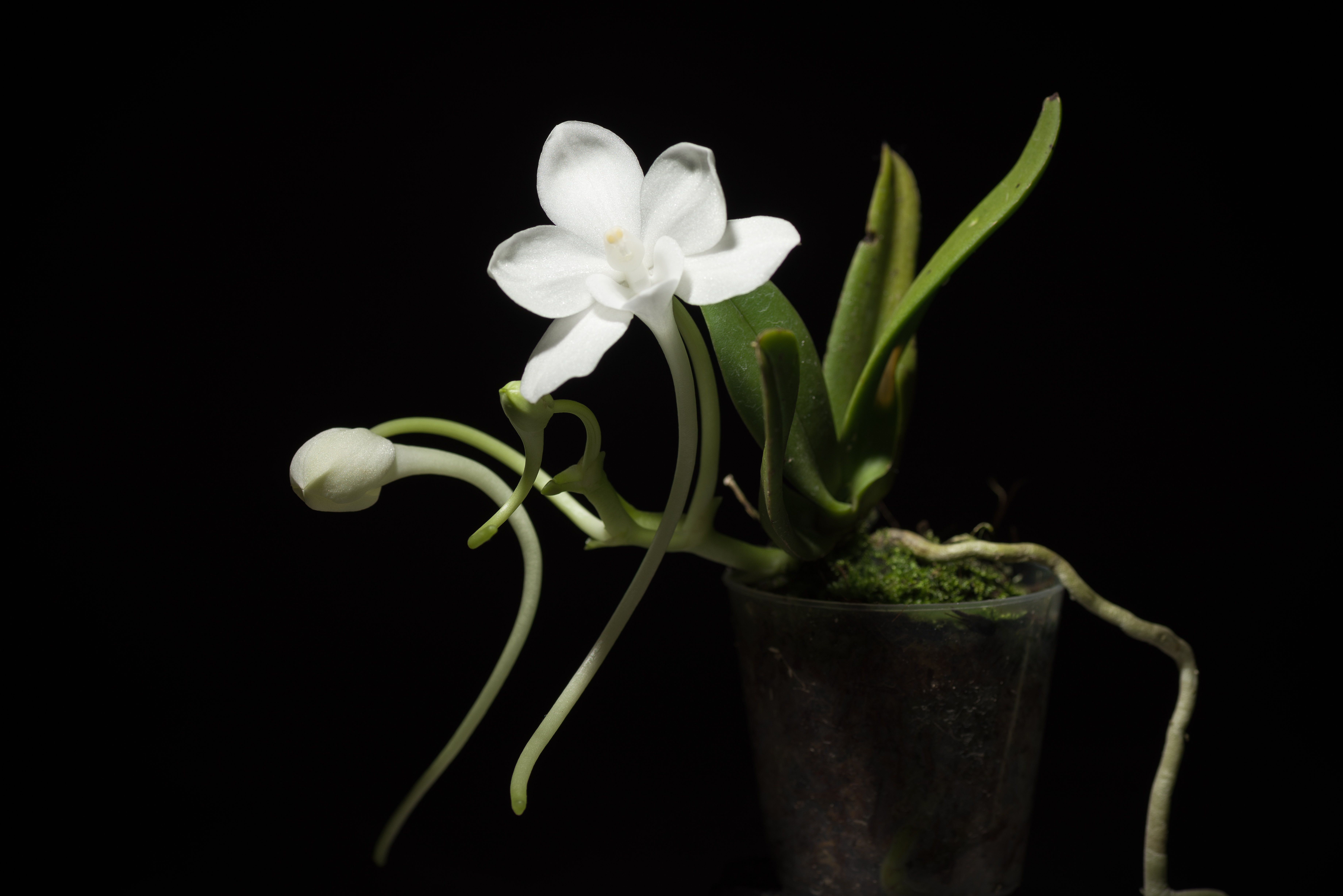
Habitus, Laubblätter und Blütenstand von Amesiella monticola, gut zu erkennen ist der weiße Sporn der Blüte

### Vegetative Merkmale
Die Amesiella-Arten sind sehr kleine Epiphyten mit kurzen Sprossachsen und Luftwurzeln. Die zweizeilig an der Sprossachse angeordnete Laubblätter sind ledrig und elliptisch.

### Generative Merkmale
In den Blattachseln bedinden sich traubige Blütenstände. Die zwittrigen Blüten sind zygomorph sowie dreizählig und weise einen langen Sporn auf. Die Blütenhüllblätter sind weiß.

## Ökologie
Die Blüten-Merkmale weisen auf die Bestäubung durch Nachtfalter hin.

## Vorkommen und Gefährdung
Die drei Arten der Gattung Amesiella sind in ihrer Verbreitung auf die beiden zu den Philippinen gehörenden Inseln Luzon sowie Mindoro begrenzt.
Eine Art, Amesiella monticola, wurde in der Roten Liste der gefährdeten Arten der IUCN als CR = „Critically Endangered“ = „vom Aussterben bedroht“ eingestuft.

## Systematik

### Taxonomie
Die Gattung Amesiella wurde 1972 durch Rudolf Schlechter in Leslie Andrew Garay: On the Systematics of Monopodial Orchids I. in Botanical Museum Leaflets, Volume 23, Seite 159–160 aufgestellt. Typusart ist Amesiella philippinensis (Ames) Garay. Der Gattungsname Amesiella ehrt den Gründer des Orchideenherbarium der Harvard University Oakes Ames (1874–1950).

### Äußere Systematik
Die Gattung Amesiella gehört zur Sibtribus Aeridinae aus der Tribus Vandeae in der Unterfamilie Epidendroideae innerhalb der Familie Orchidaceae.

### Arten und ihre Verbreitung
In der Gattung Amesiella gibt es drei Arten:
- Amesiella minor Senghas: Sie wurde 1999 erstbeschrieben.
- Amesiella monticola Cootes & D.P.Banks: Es ist nur eine Population auf der Insel Luzon bekannt. Dieser Bestand ist durch menschlichen Einfluss, besonders durch Entnahme von Exemplaren aus dem Bestand fortlaufend gefährdet. Sie gedeiht in Primär- sowie Sekundärwäldern in niedrigen Höhenlagen.[2]
- Amesiella philippinensis (Ames) Garay (Syn.: Angraecum philippinense Ames):[4] Sie kommt auf den beiden Inseln Luzon sowie Mindoro vor. Auf Luzon gibt es je eine Hochland- und Tiefland-Population. Die Bestände sind fortlaufend gefährdet durch menschliche Einflüsse. In der Roten Liste der gefährdeten Arten der IUCN ist sie als EN = „Endangered“ = „stark gefährdet“ eingestuft.[2]